# Frutioidia divina
Frutioidia divina är en insektsart som beskrevs av Logvinenko 1980. Frutioidia divina ingår i släktet Frutioidia och familjen dvärgstritar.
Artens utbredningsområde är Azerbajdzjan. Inga underarter finns listade i Catalogue of Life.